# 放電精密加工研究所
株式会社放電精密加工研究所（英称:HODEN SEIMITSU KAKO KENKYUSHO CO., LTD.）は、神奈川県横浜市に本社を置く日本の航空宇宙、輸送用機器、住宅、環境・エネルギー分野の部品製造及び機械の販売を行うメーカーである。

## 概要
放電加工の専業では国内最大規模であり、アルミ押出用金型、セラミックスハニカム押出用金型などは国内トップクラスのシェアをもつ。
事業内容は、放電加工・表面処理、金型、機械装置等の3つの事業に分かれ、国内に9つの事業所を持つ。
放電加工・表面処理事業では、通常のワイヤーカット放電加工、型彫放電加工、電解加工だけではなく、サーメテルコーティングなどの耐熱・防食技術を生かしてロケット関連部品、ガスタービン関連部品、燃料電池関連部品の受託加工や航空エンジン部品の製造を行っている。
金型事業では、アルミサッシの製造過程で用いられるアルミ押出用金型、自動車の排気ガスを浄化するためのセラミックスハニカムの製造過程で用いられるセラミックスハニカム用押出金型などの金型製造を行っている。
機械装置事業では、従来のプレス機の常識を超えた工作機械並みの精度を持つ、高精度直動式デジタルサーボプレス「ZENFormer」「ZENFormer nano」の製造・販売だけではなく、自社のプレス機を使ったプレス加工事業を行っている。
独自の技術開発力で、近年ではクロムを一切含まない高防錆・高耐食の性能を有した完全クロムフリー塗料「ゼックコート」の製造、曲率（R）を持った孔を加工できる曲孔放電加工技術、CFRTP等（高機能性樹脂）の成形、プラスチックと間伐材といったバイオマス素材の混合溶融など、常に新たな市場を開拓している企業である。

## 沿革
- 1961年（昭和36年）12月 - 創業者の二村昭二が神奈川県川崎市下平間に資本金100万円をもって株式会社放電精密加工研究所を設立。放電加工の受託業務を開始。
- 1963年（昭和38年）5月 - アルミ押出用金型の製造を開始。
- 1965年（昭和40年）11月 - 愛知県春日井市に名古屋事業所を新設。
- 1970年（昭和45年）8月 - 神奈川県厚木市に厚木事業所を新設。アルミ押出用金型の一貫ラインを設備し、製造業務を開始。
- 1973年（昭和48年）10月 - 名古屋事業所においてセラミックスハニカム押出用金型の製造を開始。
- 1980年（昭和55年）9月 - 愛知県春日井市に春日井事業所を新設。航空機エンジン部品のリペア業務を開始。
- 1981年（昭和56年）1月 - サーメテルコーティング業務を開始。
- 1984年（昭和59年）8月 - 神奈川県厚木市に飯山事業所を新設。
- 1985年（昭和60年）4月 - 岡山県和気郡に岡山事業所を新設。
- 1986年（昭和61年）9月 - 神奈川県横浜市に株式会社ミヤギ（現・連結子会社）を設立。
- 1987年（昭和62年）9月 - タイにトーヨーサッシ（のちのトステム。現・LIXIL）との合弁会社KYODO DIE-WORKS（THAILAND）CO.,LTD.を設立。
- 1990年（平成2年）12月 - 千葉県香取郡（現・山武郡）に成田事業所を新設。
- 1997年（平成6年）2月 - 飯山事業所に本社機能を移転。
- 1998年（平成10年）3月 - 神奈川県横浜市に横浜事業所を新設。
- 1999年（平成11年）10月 - 日本証券業協会（現・大阪証券取引所）へ株式店頭登録。
- 2003年（平成15年）7月 - 中華人民共和国にて、現地資本との合弁で天津和興機電技術有限公司を設立。
- 2005年（平成17年）5月 - 二村昭二が会長に、二村勝彦が代表取締役社長にそれぞれ就任。
- 2009年（平成21年）11月 - 岡山県赤磐市に岡山事業所を移転。
- 2010年（平成22年）
  - 4月 - ジャスダック証券取引所と大阪証券取引所の合併に伴い、大阪証券取引所（JASDAQ市場）に株式を上場。
  - 12月 - 神奈川県座間市に横浜事業所を移転、座間事業所へと名称を変更。
- 2013年（平成25年）7月 - 東京証券取引所と大阪証券取引所の現物市場の統合に伴い、東京証券取引所JASDAQ（スタンダード）に株式を上場。
- 2014年（平成26年）9月 - 愛知県小牧市に小牧事業所を新設。
- 2018年（平成30年）5月 - 二村勝彦が取締役会長に、工藤紀雄が代表取締役社長にそれぞれ就任。
- 2019年（令和元年）6月 - 子会社であったミヤギを吸収合併。同社若狭工場は若狭事業所とした。
- 2020年（令和2年）1月 - Kyodo Die-Works (Thailand) Co., Ltd.を子会社化。
  - 5月 - 神奈川県横浜市に本社機能を移転。
  - 11月 - 神奈川県大和市に座間事業所を移転、大和事業所へと名称を変更。
- 2022年（令和4年）10月 - 神奈川県横浜市に横浜事業所を新設（1998年新設の横浜事業所とは異なる）。
- 2023年（令和5年）5月 - 工藤紀雄が取締役に、村田力が代表取締役社長にそれぞれ就任。

## 事業所
- 本社（神奈川県横浜市港北区新横浜3-17-6 イノテックビル11階）
- 厚木事業所（神奈川県厚木市恩名5-19-26）
- 横浜工場（神奈川県横浜市泉区和泉中央南5-22-13）
- 成田事業所（千葉県山武郡横芝光町長山台1-8）
- 名古屋事業所（愛知県春日井市坂下町6-783）
- 春日井工場（愛知県春日井市上野町3-5-9）
- 小牧事業所（愛知県小牧市大草字年上坂6255-1）
- 岡山事業所（岡山県赤磐市釣井100-2）
- 大和事業所（神奈川県大和市上和田1654-4）
- 若狭工場（福井県三方上中郡若狭町若狭テクノバレー1-5-3）

## 関係会社
日本以外
- Kyodo Die-Works (Thailand) Co., Ltd.
- 天津和興機電技術有限公司